# Terry Gathercole
Terrence Stephen Gathercole (Tallimba, 25 novembre 1935 – 30 maggio 2001) è stato un nuotatore australiano.
Specializzato nella rana, ha vinto la medaglia d'argento alle Olimpiadi di Roma 1960 nella staffetta 4x100 m misti.
Nel 1985 è diventato uno dei Membri dell'International Swimming Hall of Fame.
È stato primatista mondiale dei 200 m rana e della staffetta 4x100 m mista.

## Palmarès
- Olimpiadi

Roma 1960: argento nella staffetta 4x100 m misti.
- Giochi dell'Impero e del Commonwealth Britannico

1958 - Cardiff: oro nei 220yd rana e nella staffetta 4x110yd misti.